# Bruno Dente
Bruno Dente era Professor d'Anàlisi de Política Pública a la Universitat Politècnica de Milà i director en aquest àmbit de recerca a l'Istituto per la Ricerca Sociale. Les seves línies de recerca són l'administració pública i el govern local, així com polítiques mediambientals, governança urbana i metropolitana, reforma administrativa i gestió pública. Ha estat assessor de diversos ministres italians d'Administració pública i és un dels coautors de la futura «Carta verda» per a la reforma administrativa.
Les seves publicacions, més de trenta llibres d'autoria o coautoria i més de cinquanta articles en revistes internacionals especialitzades, són molt rellevants i inclouen tant contribucions teòriques del màxim nivell acadèmic i científic com llibres més pensats per a la docència i informes de tota mena en els seus camps d'especialització. Entre elles destaca In un diverso Stato - Come rifare la pubblica amministrazione italiana (Il Mulino, 1999).
El 13 de juny del 2018 va ser nomenat doctor honoris causa per la Universitat Autònoma de Barcelona (UAB) a proposta de la Facultat de Ciències Polítiques i de Sociologia, en reconeixença de la seva significativa trajectòria acadèmica en matèria de gestió i anàlisi de polítiques públiques i per la seva especial contribució a la implantació d'aquests estudis a la UAB. El 7 d'octubre del 2019 va ser investit honoris causa a la Sala d'Actes de la Facultat de Ciències Polítiques i de Sociologia. El seu padrí fou Joan Subirats, catedràtic en Ciència Política de la Universitat Autònoma de Barcelona.